# Vanderbilt Cup

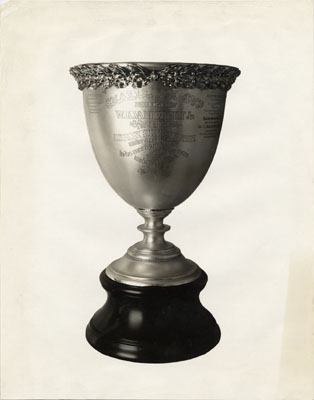
Pohár v roce 1915

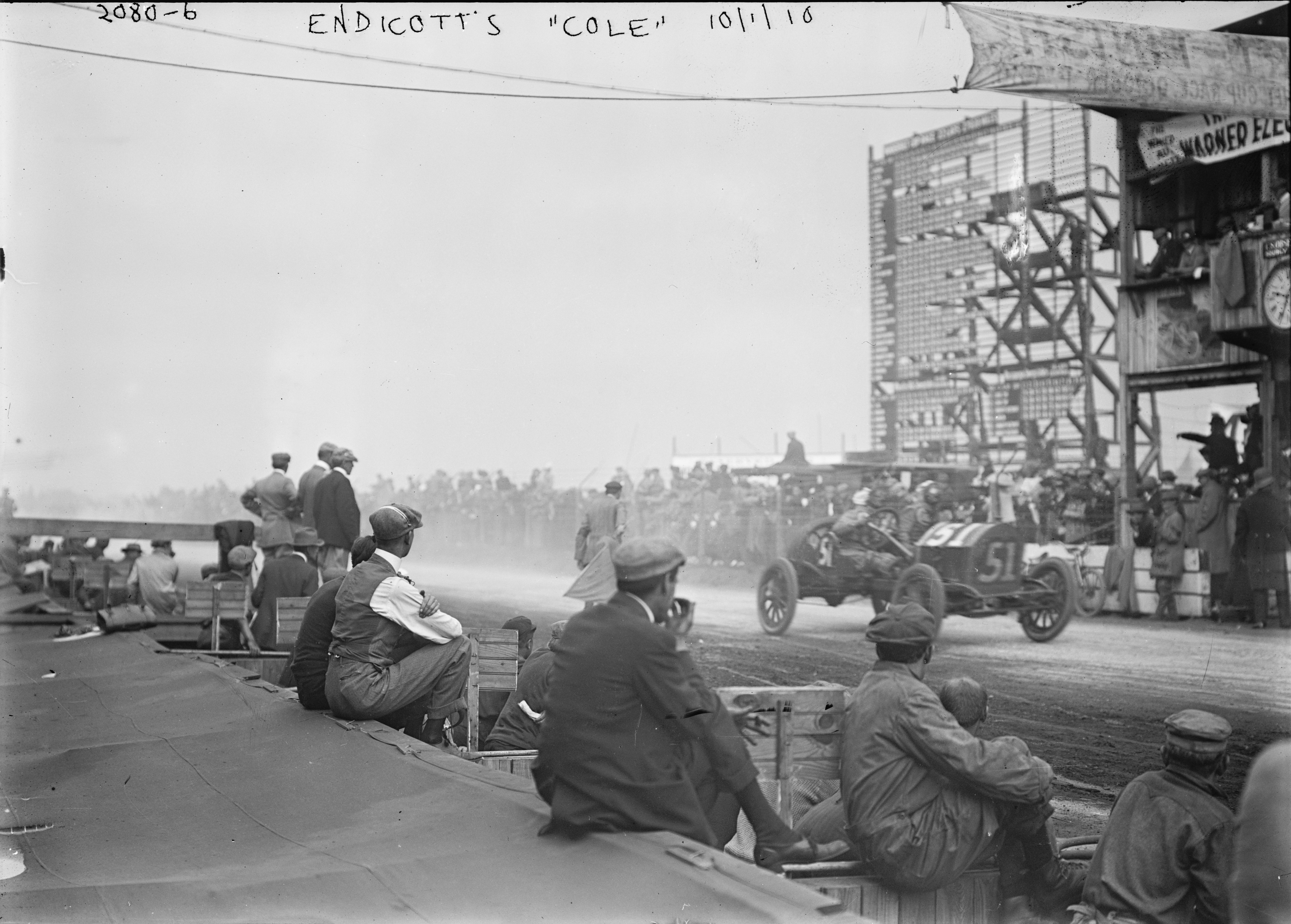
Bill Endicott (1910)

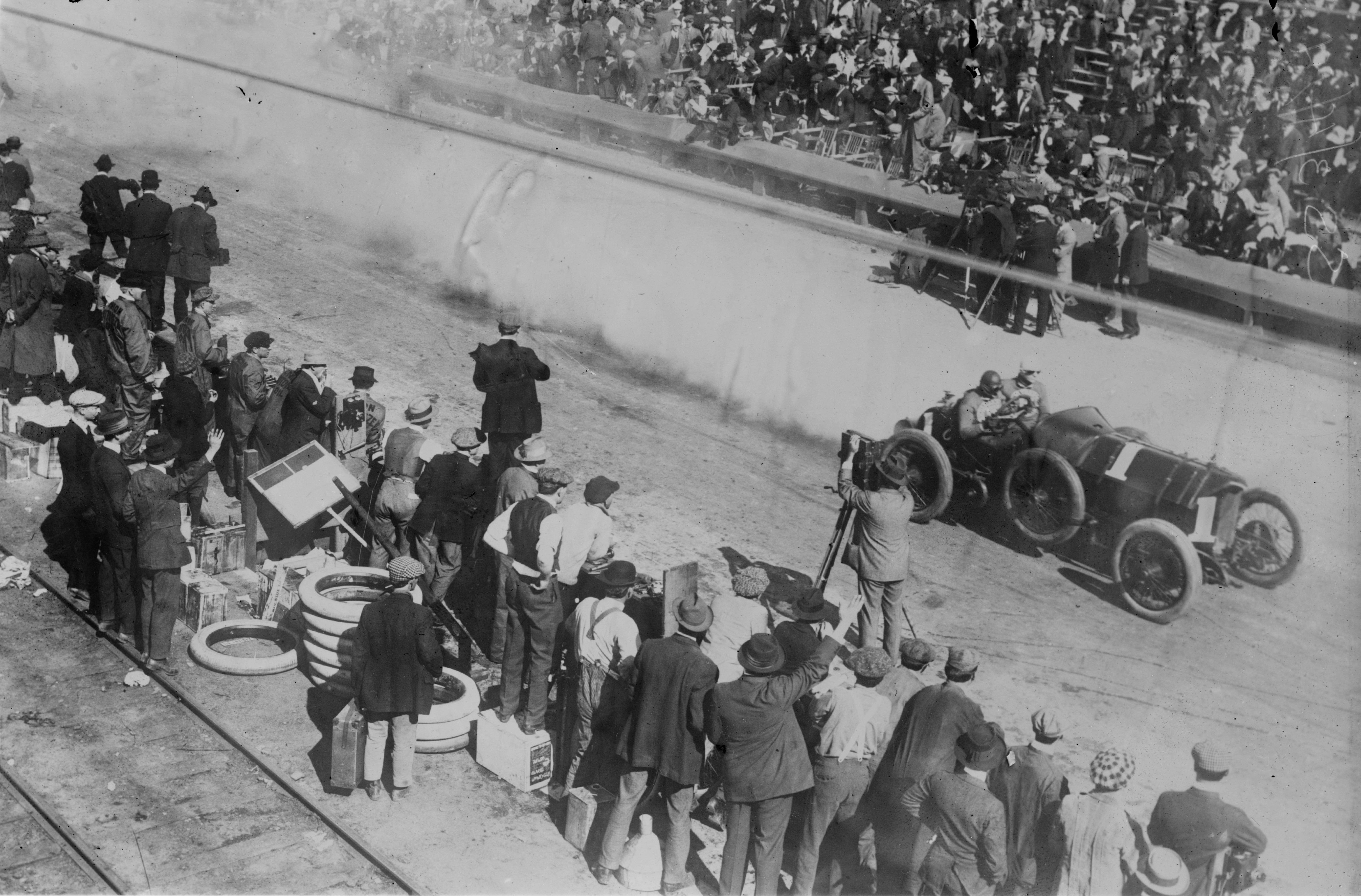
Start závodu v roce 1914

Vanderbilt Cup (Vanderbiltův pohár) byl první mezinárodní automobilový závod konaný v USA. Poprvé se uskutečnil 8. října 1904. Podnět k jeho pořádání podal a pohár pro vítěze společně s finanční prémií věnoval William Kissam Vanderbilt II.
Závod se poprvé konal na ostrově Long Island v Nassau County. 

## Pohár
Původní pohár pro vítěze byl vyroben ze slitiny stříbra a byl vysoký 2,5 stopy (0,76 m). Nesl obrázek Williama K. Vanderbilta II. při rekordní jízdě v Mercedesu na Daytona Beach Road Course v roce 1904. Pohár uchovává v depozitáři Smithsonian Institution, není přístupný veřejnosti.

## Vítězové
| Rok   | Vítěz            | Vůz                |
| ----- | ---------------- | ------------------ |
| 1904Q | George Heath     | Panhard            |
| 1905  | Victor Hémery    | Darracq            |
| 1906  | Louis Wagner     | Darracq            |
| 1908  | George Robertson | Locomobile         |
| 1909  | Harry Grant      | ALCO               |
| 1910  | Harry Grant      | ALCO               |
| 1911  | Ralph Mulford    | Lozier             |
| 1912  | Ralph DePalma    | Mercedes           |
| 1914  | Ralph DePalma    | Mercedes 18/100 GP |
| 1915  | Dario Resta      | Peugeot L76        |
| 1916  | Dario Resta      | Peugeot L76        |
| 1936  | Tazio Nuvolari   | Alfa Romeo 12C     |
| 1937  | Bernd Rosemeyer  | Auto Union Typ C   |